# Stellar Stone
是一家於2000年成立的游戏开发公司，其總部設於美國加利福尼亞州圣莫尼卡，惟其遊戲開發人員均主要來俄羅斯和烏克蘭。此公司僅擁有少量工作人員和少於15,000美元的預算。Stellar Stone的共同擁有人是TS娛樂集團的謝爾蓋·季托夫，他透過給予Stellar Stone TS娛樂集團的永恆遊戲引擎來換取共同擁有人的地位。此公司總共開發了8款遊戲，其中大部份均默默無聞且從未獲媒體報道。此公司開發的第一個電子遊戲《出租車手》（Taxi Racer）是於2001年發佈，但此公司最著名的作品卻是2003年的《大货车极限竞赛》。《大货车极限竞赛》獲得評論家一致的負面評論，並因此成為網絡迷因。
大部份Stellar Stone的作品都是由GameMill出版發佈，除了由BestBuys Interactive發佈的《出租車手》外。大部份Stellar Stone的作品都獲得負面評價，全因《大货车极限竞赛》為公司留下壞印象。而且，大部份Stellar Stone的作品都只有俄羅斯評分網站「Absolute Games」給予評分。

## 歷史
Stellar Stone是於2000年在加利福尼亞州圣莫尼卡成立，而其總部也設於此，但管理辦公室則設於洛杉磯和倫敦。可是，其遊戲開發人員卻主要來俄羅斯和烏克蘭。因此，Stellar Stone無需在開發人員方面投入大量資金，致使其預算能少於15,000美元，比其他公司低5倍。
Stellar Stone開發的首個電子遊戲《出租車手》（Taxi Racer）是於2001年在歐洲發佈，其發佈者為BestBuys Interactive。該遊戲的引擎是由TS娛樂集團的謝爾蓋·季托夫開發。此公司於2006年終止業務並解散員工。他們的互聯網域名，www.stellarstone.com已不再活躍。該域名現在被搶注。

## 遊戲
Stellar Stone總共開發了8款遊戲，其中3款是直线竞速赛（ 《出租車手》、《大货车极限竞赛》和《午夜競速俱樂部：增壓！》）、1款是益智遊戲（《全面麻將和上海》）、1款是狩獵遊戲（《雷明頓大巴克獎杯狩獵》）、1款是彈珠台遊戲（《趣味彈珠臺》）、以及2款是即时战略游戏（《葛底斯堡：內戰戰役》和《終極內戰戰役：羅伯特·李對尤利塞斯·S·格兰特》）。這些遊戲都是由GameMill出版發佈，除了由BestBuys Interactive發佈的《出租車手》外。上述所有遊戲都使用了TS娛樂集團的永恆遊戲引擎。
在這些遊戲中，最臭名昭著的是《大货车极限竞赛》。該遊戲被評為「有史以來最糟糕的遊戲」，並獲GameSpot頒發「最糟糕遊戲獎」。儘管該遊戲是一款pre-alpha開發期的遊戲，且Stellar Stone後來亦發佈了其補丁版，但此遊戲仍被評為極差劣。

## 評價
大部份Stellar Stone的作品都獲得負面評價，全因《大货车极限竞赛》為公司留下壞印象。《大货车极限竞赛》獲得評論家一致的負面評論，並得到了「有史以來最糟糕的遊戲」、「只有是笑話才算好」、以及「徹底壞掉，且很明顯在所有方面都未完成」的評價。此遊戲獲得如此負面的評價，全因其缺乏碰撞檢測和人工智能、以及違反物理規則的遊戲。於2004年，該遊戲獲GameSpot頒發「最糟糕遊戲獎」。GameSpot的亞歷克斯·納瓦羅亦指出「你能想像它有多壞，它就有多壞」。納瓦羅亦指出「請不要玩這個遊戲。我們強調此意思還不夠」。該遊戲亦出現於遊戲節目《X-Play》中的「你永遠不應該購買的遊戲」環節，而主持人摩根·韋布更將此遊戲稱為「有史以來最糟糕的遊戲」，並表示此遊戲不予置評。

## 外部連結
- 官方网站 []
- MobyGames - Stellar Stone LLC（页面存档备份，存于）
- Stellar Stone LLC (Company) - Giant Bomb（页面存档备份，存于）
- Stellar Stone - GameSpot.com
- Urban Dictionary: stellar stone（页面存档备份，存于）
- Stellar Stone - Facebook（页面存档备份，存于）